# Čeljusnopodjezični mišić
Čeljusnopodjezični mišić (lat. musculus mylohyoideus) je paran mišić prednje strane vrata. Mišić inervira lat. nervus mylohyoideus. Čeljusnopodjezični mišić čini dno usne šupljine. 

## Polazište i hvatište
Mišićne niti polaze s donje čeljusti i hvataju se na prednjoj strani jezične kosti. 